# 神奇秘譜

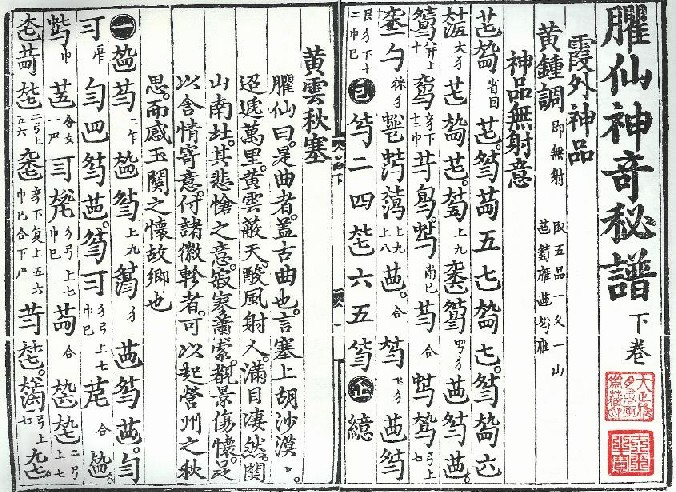
《臞仙神奇秘譜》（下卷）

《神奇秘譜》，為古琴譜，為是明朝藩王朱權所輯，因爲朱權號“臞仙”而亦稱《臞仙神奇秘譜》。本譜編纂歷時12年，在洪熙乙巳年（1425年）成書。分爲三卷，共收錄64首古琴曲，包含部份唐、宋遺譜，是已知最早的刊印減字譜古琴曲集。
近代琴家中，吳文光、姚丙炎、管平湖、陳長林等人對《神奇秘譜》的研究和打譜著力最多，各自完成了部份琴曲的錄音和記譜。

## 歷史
《神奇秘譜》的編纂者朱權（1378-1448）是明太祖朱元璋的第十七子，在靖難之役之前是寧王。朱棣起兵之後，朱權對其予以支持。朱棣稱帝後，永樂元年（1403年）改封朱权于南昌。爲了避免朱棣猜嫌，他開始專注于琴茶之事，而後遂成《神奇秘譜》等著作。

## 分卷
《神奇秘譜》總共收錄六十四首古琴曲，按起源年代分爲三部分。上卷爲〈太古神品〉，有16曲。按朱權所述，此“乃太古之操，昔人不传之秘”，主要收錄古老的琴譜。例如唐代分为两谱的《高山》、《流水》以及《广陵散》等。琴家查阜西在《琴曲集成》的據本提要中表示這16曲多為唐、宋遺譜。
中卷和下卷統稱〈霞外神品〉，其名取自宋代浙派的《紫霞洞琴谱》（已亡佚），分別收錄27首、21首琴曲，所選取的都是朱權曾經學過的曲子，因而琴譜與上卷略有不同。

## 琴曲
| 上卷 〈太古神品〉 | 上卷 〈太古神品〉 | 上卷 〈太古神品〉 | 上卷 〈太古神品〉 |
| ----------------- | ----------------- | ----------------- | ----------------- |
| 遁世操            | 廣陵散            | 華胥引            | 古風操            |
| 高山              | 流水              | 陽春              | 玄默              |
| 招隱              | 酒狂              | 獲麟              | 秋月照茅亭        |
| 山中思友人        | 小胡笳            | 頤真              |                   |

| 中卷 〈霞外神品〉 | 中卷 〈霞外神品〉 | 中卷 〈霞外神品〉 | 中卷 〈霞外神品〉 |
| ----------------- | ----------------- | ----------------- | ----------------- |
| 神品宮意          | 廣寒遊            | 梅花三弄          | 神品商意          |
| 神品古商意        | 慨古              | 忘機              | 隱德              |
| 廣寒秋            | 天風環佩          | 神遊六合          | 長清              |
| 短清              | 白雪              | 鶴鳴九皋          | 猗蘭              |
| 神品角意          | 凌虛吟            | 列子御風          | 神品徵意          |
| 徵意              | 山居吟            | 禹會塗山          | 樵歌              |
| 神品羽意          | 雉朝飛            | 烏夜啼            |                   |

| 下卷 〈霞外神品〉 | 下卷 〈霞外神品〉 | 下卷 〈霞外神品〉 | 下卷 〈霞外神品〉 |
| ----------------- | ----------------- | ----------------- | ----------------- |
| 神品無射意        | 黃雲秋塞          | 龍朔操            | 大胡笳            |
| 大雅              | 神品碧玉意        | 八極遊            | 神品蕤賓意        |
| 泛滄浪            | 瀟湘水雲          | 神品淒涼意        | 神品楚商意        |
| 澤畔吟            | 離騷              | 神品商角意        | 神化引            |
| 莊周夢蝶          | 楚歌              | 神品姑洗意        | 飛鳴吟            |
| 秋鴻              |                   |                   |                   |

## 研究成果
1950年代起，北京古琴研究會的琴家們對《神奇秘譜》開始一系列的研究及打譜，試圖找回琴曲的聲響。在這些琴曲中，〈廣陵散〉為一大重點，管平湖和吳景略等諸多琴家都有各自打譜的版本。其它琴曲也陸續被打譜，例如：姚丙炎打譜的〈酒狂〉、陳長林打譜的〈龍朔操〉、〈大胡笳〉及管平湖打譜的〈離騷〉等都獲得了高度的認同並流傳至今。
打譜成果較多的琴家則為管平湖、姚丙炎和吳文光，其中管平湖的錄音有8首；而姚丙炎的《琴曲鉤沉》中有19曲；吳文光的《神奇秘譜樂詮》則是收錄了全譜64曲的打譜成果，堪稱最豐富。